# Plagiognathus melliferae
Plagiognathus melliferae är en insektsart som beskrevs av Schuh 2001. Plagiognathus melliferae ingår i släktet Plagiognathus och familjen ängsskinnbaggar. Inga underarter finns listade i Catalogue of Life.